# Ossi Runne
Ossi Runne (23 de abril de 1927 – 5 de noviembre de 2020) fue un trompetista, director de orquesta, compositor, arreglista y productor discográfico finlandés.

## Biografía
Su verdadero nombre era Yrjö Osvald Rundberg, y nació en Víborg, en la actualidad parte de Rusia. Fue cuñado del letrista y compositor Aili Runne. Ossi Runnen empezó a estudiar violín con Onni Suhonen en el Conservatorio de Víborg a los 8 años de edad. Con 12 años, y a causa de la Guerra de invierno, la familia hubo de abandonar Víborg e ir a vivir a Helsinki. Con 13 años ingresó en la orquesta de la Guardia Blanca de Finlandia, en la que tocó la trompeta. Finalizada la Segunda Guerra Mundial, Runne formó parte de la orquesta de Ossi Aalto, en la cual conoció a Toivo Kärki.
En su primera etapa, Runne fue conocido como trompetista y director de orquesta. Tras un tiempo en Estocolmo como director de la Orquesta de Variedades China , en 1957 fue como director a Musiikki-Fazer, desde donde se trasladó en 1965 a Yleisradio. Allí fue director de la Orquesta de Baile de la Radio (Radion tanssiorkesteri), siendo más adelante director en Yle TV1, jubilándose en 1992. Además de dichos puestos, fue también director de la Orquesta de Viento de Karelia entre 1986 y 2003.
Runne dirigió la actuación finlandesa en el Festival de la Canción de Eurovisión 1966 celebrado en Luxemburgo. Desde entonces, dirigió las actuaciones finlandesas en un total de 22 ocasiones, la última de ellas en 1989. Además, fue comentarista del Festival para Yleisradio en 1981 y 1990. Runne compuso y escribió la letra de la canción con la cual actuó en 1966 la cantante Ann-Christine Nyström, ”Playboy”.
A lo largo de su carrera como músico, Runne formó parte de diferentes orquestas: Quinteto Ossi Runne (director y trompetista, 1944–1945), Orquesta de Ossi Aalto (trompetista, 1945–1948), Banda de Toivo Kärki (trompetista, 1948–1949), Orquesta de Olle Lindström (trompetista, 1950–1951), Orquesta de Erkki Aho (trompetista, 1951–1953), Orquesta de Ossi Runne (director y trompetista, 1954–1955), Orquesta de Al Stefano (trompetista, 1955–1956), Orquesta China Varieteen (director, 1956–1957), Orquesta de Viento de Karelia (director, 1986–2003)
Además de su actividad como músico, desde 1972 a 1983 Runne fue profesor de trompeta en el Conservatorio de Pop y Jazz de Oulunkylä. Además, en 1971 había publicado, junto a Lauri Ojala y Uno Koivu, el libro de texto Trumpettikoulu.
Por su trayectoria musical, en el año 1995 recibió el nombramiento como Asesor Musical (Musiikkineuvos), concedido por el presidente de la República.
Ossi Runne falleció en Helsinki, Finlandia, en el año 2020.

## Discografía
- 1970 : Ossi Runne ja hänen kultainen trumpettinsa
- 2007 : Kultaisen trumpetin laulu
- 2011 : Kultainen trumpetti – äänitteitä vuosilta 1953–1984

## Publicaciones
- Runne, Ossi (2003).  WSOY, ed. Trumpetilla ja tahtipuikolla. Helsinki. ISBN 951-0-24684-0.